# Falschlieferung
Die Falschlieferung (lat. aliud) ist ein Begriff aus dem deutschen Kaufvertragsrecht, worunter die Lieferung einer anderen als vereinbarten Sache zu verstehen ist.
Seit der Modernisierung des Schuldrechts mit Wirkung ab 1. Januar 2002 (Schuldrechtsreform 2002) steht eine Falschlieferung einem Sachmangel (§ 434 Abs. 5 BGB) gleich und führt zur Gewährleistung mit den in § 437 BGB genannten Mängelansprüchen.
Das österreichische Allgemeine Bürgerliche Gesetzbuch hat diese Änderung nicht nachvollzogen, so dass hier weiterhin zu unterscheiden ist.